# Carmela Carabelli
Carmela Carabelli nata Carmelina Negri (Melegnano, 9 maggio 1910 – Milano, 25 novembre 1978) è stata una mistica italiana, nota anche come Mamma Carmela per la sua numerosa famiglia.
Di fede cattolica, fu discepola e figlia spirituale di san Pio, devota a Nostra Signora della Divina Misericordia.
Nel 1970 istituì un cenacolo aperto a laici e famiglie, che ospita una comunità femminile di consacrate nell'Ordo virginum della diocesi milanese.

## Biografia
Figlia di Gaetano Negri e Teresa Galbiati, fu educata in una famiglia molto cattolica, dedita alla preghiera mariana e all'adorazione eucaristica. Entrata da giovane a far parte dell'Azione Cattolica, dopo la laurea nel 1926, fu assunta in banca, dove conobbe Giuseppe Carabelli, anch'egli bancario, che sposò il 23 gennaio 1935. Entrambi erano desiderosi di una numerosa prole, per la quale donna si guadagnò il soprannome di "Mamma Carmela".
A metà settembre del 1950, Carmela andò in pellegrinaggio al convento di San Giovanni Rotondo, dove conobbe personalmente Padre Pio, diventando devota del frate cappuccino con le stigmate. A gennaio del 1957 il marito si ammalò e morì due anni dopo con la benedizione apostolica del cardinale Giovanni Montini, all'epoca arcivescovo di Milano.
Il 14 marzo 1968, a circa a trent'anni di distanza dalla morte di suor Faustina Kowalska dichiarò di aver vissuto un'esperienza mistica, la prima di una serie di locuzioni ricevute da Gesù Cristo il "misericordioso" e dalla Vergine Maria che si sarebbe a lei rivelata col nuovo titolo mariano di "Madre del Divino Amore".

Carmela riportò i suoi presunti dialoghi interiori con la Sacra Famiglia di Nazareth in una collana di quaderni, che furono tradotti in varie lingue.
Pietro Santoro, vescovo di Termoli e arcivescovo di Campobasso-Boiano, affermò dei suo iscritti spirituali:
(Pietro Santoro, Fidelitas, 9 gennaio 1972)
L'anno precedente aveva rilasciato il proprio nihil obstat e l'imprimatur episcopale per gli scritti di Carmela.
Ricoverata a Milano ad ottobre del 1978, si spense il 25 novembre, dopo aver ricevuto il Viatico. Le sue spoglie riposano al Cimitero monumentale di Milano (sezione 72 B, riferimento 1855).